# Хазза бин Зайед
Стадион «Хазза бин Зайед» — многофункциональный стадион, расположенный в ОАЭ, эмират Абу-Даби, город Эль-Айн. Принадлежит футбольному клубу «Аль-Айн», который выступает Чемпионате ОАЭ по футболу. Был открыт в 2014 году. Вместимость — 25 000 человек.  Матч открытия состоялся 25 мая 2014 года, когда «Аль-Айн» сыграл с «Манчестер Сити» (0:3).